# Château de Kōchi
Le château de Kōchi (高知城, Kōchi-jō) est un château japonais situé à Kōchi, préfecture de Kōchi, au Japon, soit l’ancienne province de Tosa. Construit durant l’époque d’Edo, il est connu pour avoir conservé la plupart de ses bâtiments d'origine.

## Historique
Le château est bâti sur la colline d’Otakasa (ou Odakasa). La construction d’une place fortifiée sur le site fut tentée à deux reprises, qui échouèrent, avant l’édification en 1601 : la première fois par Otakasa Matsuomaru à la fin de l’époque de Heian ou au début de celle de Kamakura, et la seconde par Chōsokabe Motochika, conquérant de Shikoku, en 1588. La zone autour de la colline était en ces temps marécageuse, dû à l’afflux de sédiments alluviaux par la rivière Kagami. Par conséquent, ces premières tentatives n’aboutirent pas réellement.
Kazutoyo Yamauchi prit le contrôle de la province de Tosa à la suite de la victoire des Tokugawa lors de la bataille de Sekigahara en 1600. Il décida alors la construction du château de Kōchi, qui s’étala de 1601 à 1611. La zone d’Otakasa fut préférée à Urado (ancienne résidence du daimyo) pour des raisons défensives. La forteresse brûla cependant en grande partie en 1727, et la reconstruction dans le style original ne s’acheva qu’en 1753. Bien qu’ayant dû subir d’importantes rénovations de 1948 à 1959, le château est connu pour être l’un des douze encore intacts de nos jours, étant donné qu’aucune bataille ne s’y est déroulée. Il s’agit en fait d’un des seuls châteaux japonais dont l’ensemble des édifices intérieurs (honmaru), notamment le donjon (tenshu) et le palais, sont d’origine. Par conséquent, il a été reconnu bien culturel important du Japon en 1950.

## Site et architecture
Des douves alimentées par les rivières Kagami et Enokuchi protègent le château. Construction de type hirayama, ou « château de colline », il s’élève au sommet de la colline d’Otakasa, offrant une large vue sur la ville. Vu depuis l’extérieur, le donjon compte cinq étages, mais il y en a en réalité six à l’intérieur. Non loin se trouve le palais intérieur (kaitokukan), bâti dans le style shoin-zukuri durant l’époque d'Edo. En plus de la salle de thé (chashitsu), de l’entrée (genkan) et des latrines, le kaitokukan (palais) compte huit chambres traditionnelles, d’une taille variant de trois à douze tatamis. Il est ceint par une véranda sur les façades est et sud. On peut noter qu’il brûla également en 1727, et ne fut rénové qu’en 1747.
Cette structure de base a été complétée par divers autres édifices dans les niveaux inférieurs à travers le temps.

## Tourisme
L’entrée principale du château de Kōchi est située en face de la zone commerciale Obiyamachi, à Kōchi. Il enferme de nos jours un petit musée exposant divers objets et vestiges régionaux. Les environs ont aujourd’hui été aménagés en parc. On y trouve également deux bibliothèques et des statues représentant des descendants de la famille Yamanouchi.

## Dans la culture populaire
Le château peut être entraperçu dans le film d’animation Je peux entendre l'océan du studio Ghibli, dans un panorama paisible sur la ville. De même, il apparaît à plusieurs reprises dans le film américain The Harimaya Bridge ; les scènes clefs y ont été tournées, que ce soit à l’entrée devant la porte Oteman, dans la cour qui suit et dans la cour centrale.

## Galerie

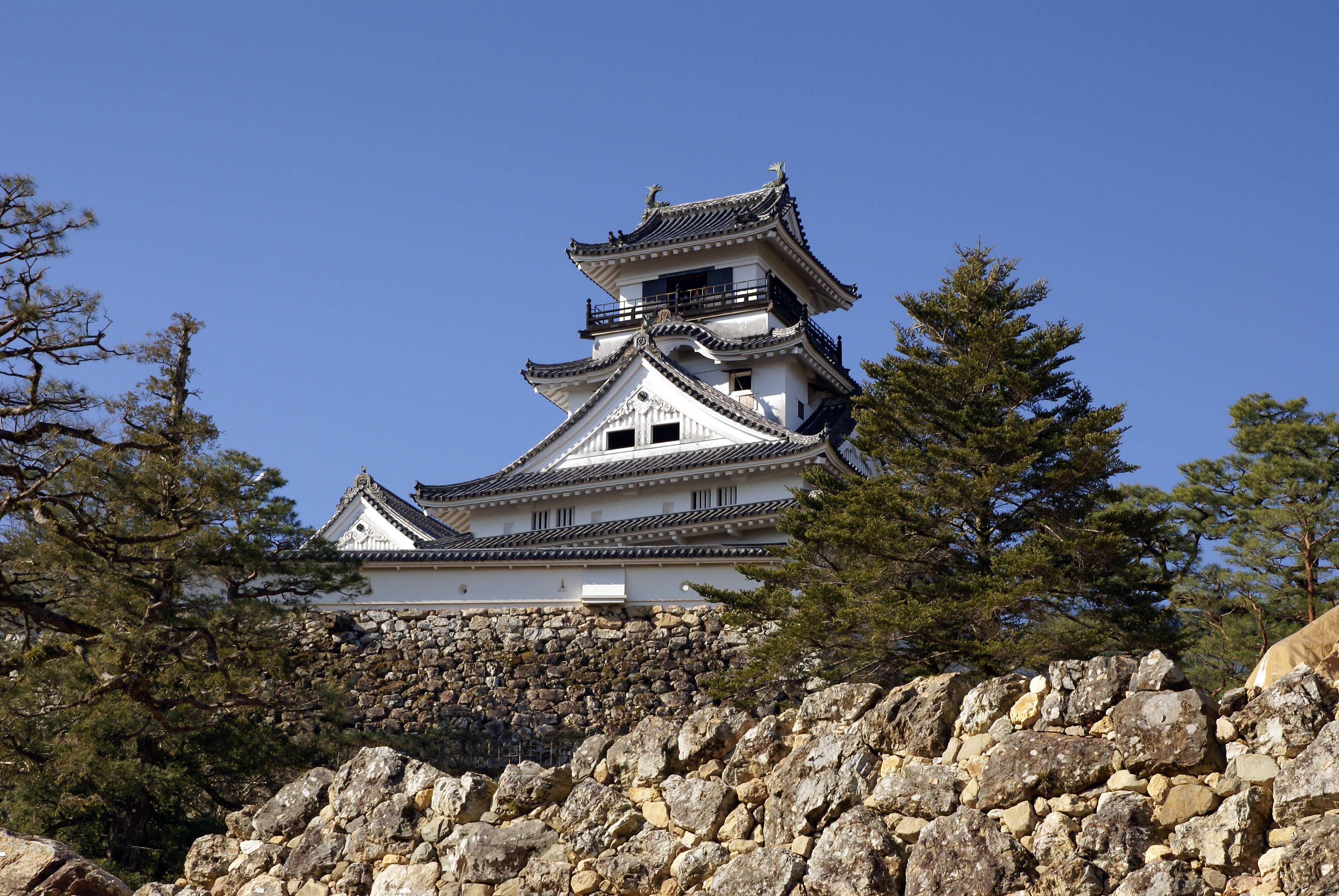
Donjon.
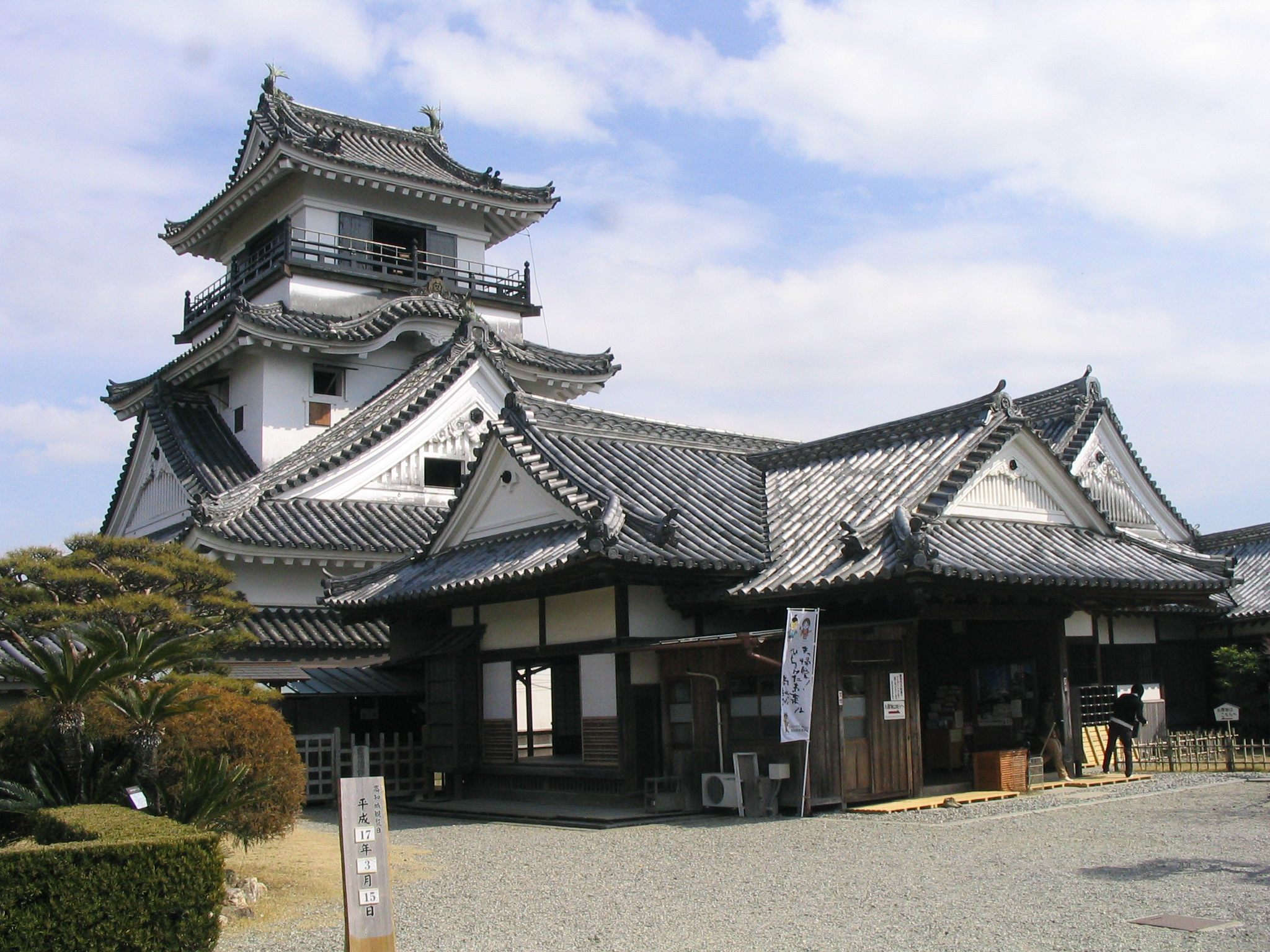
Donjon.
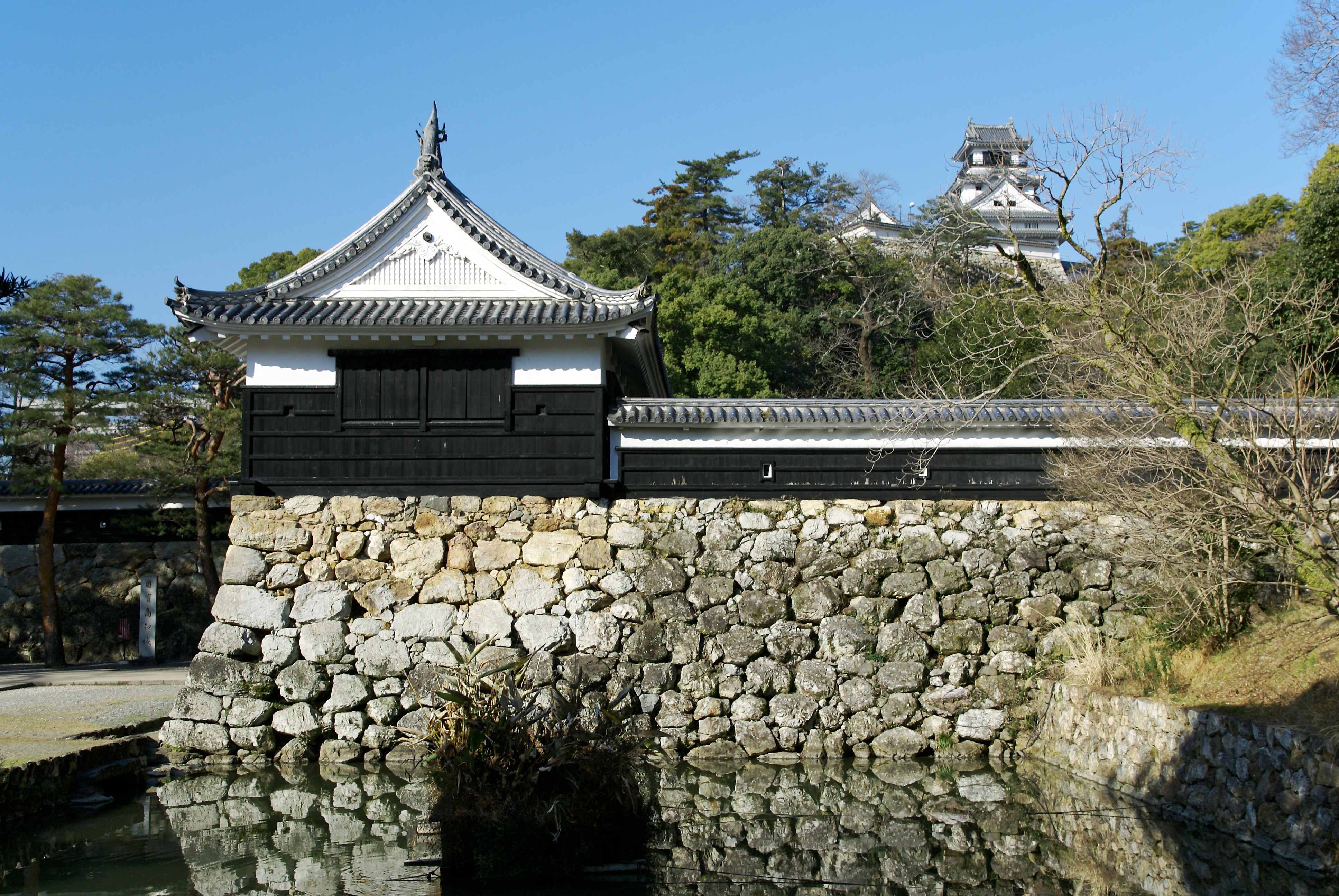
Douves et murailles.
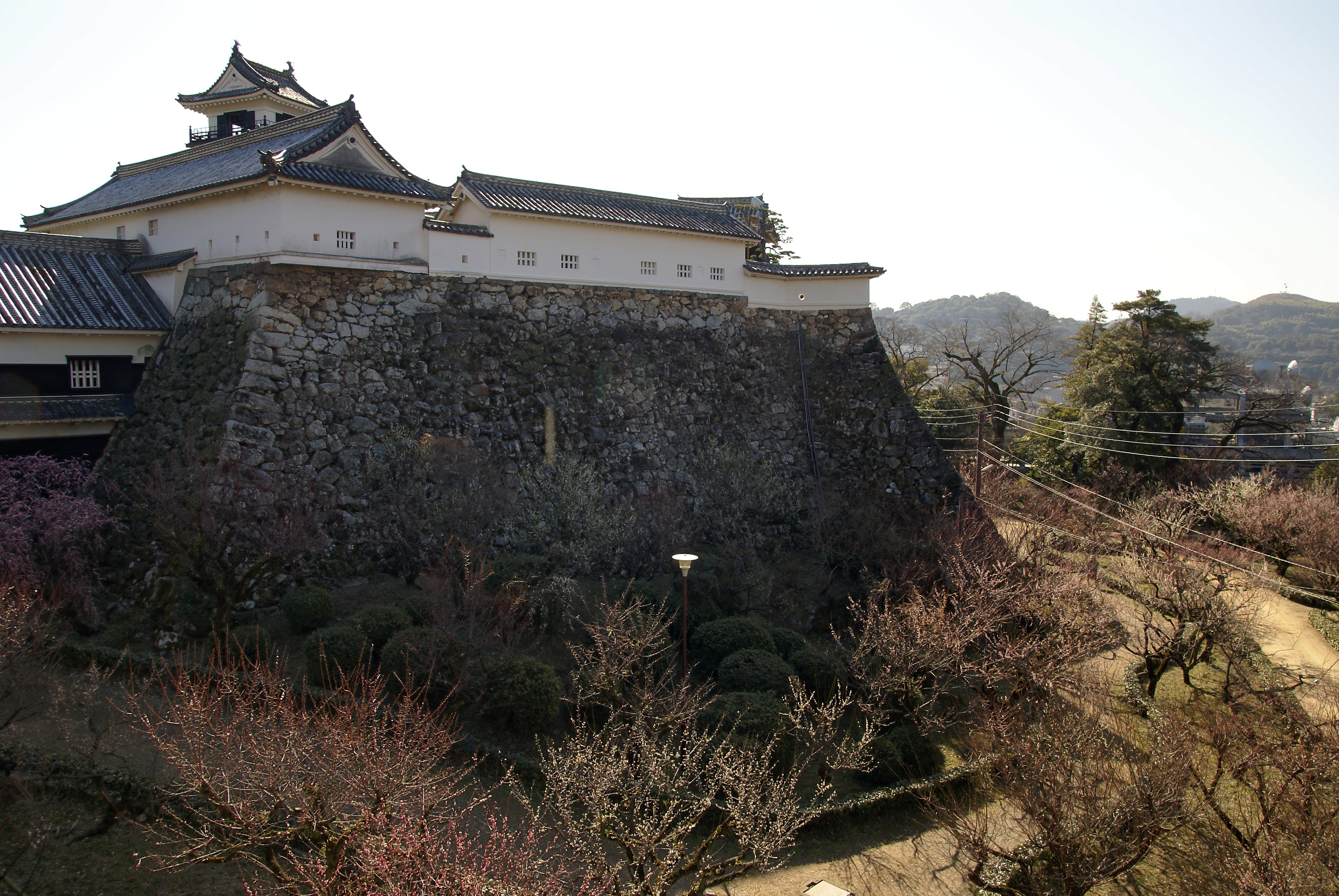
Vue générale.
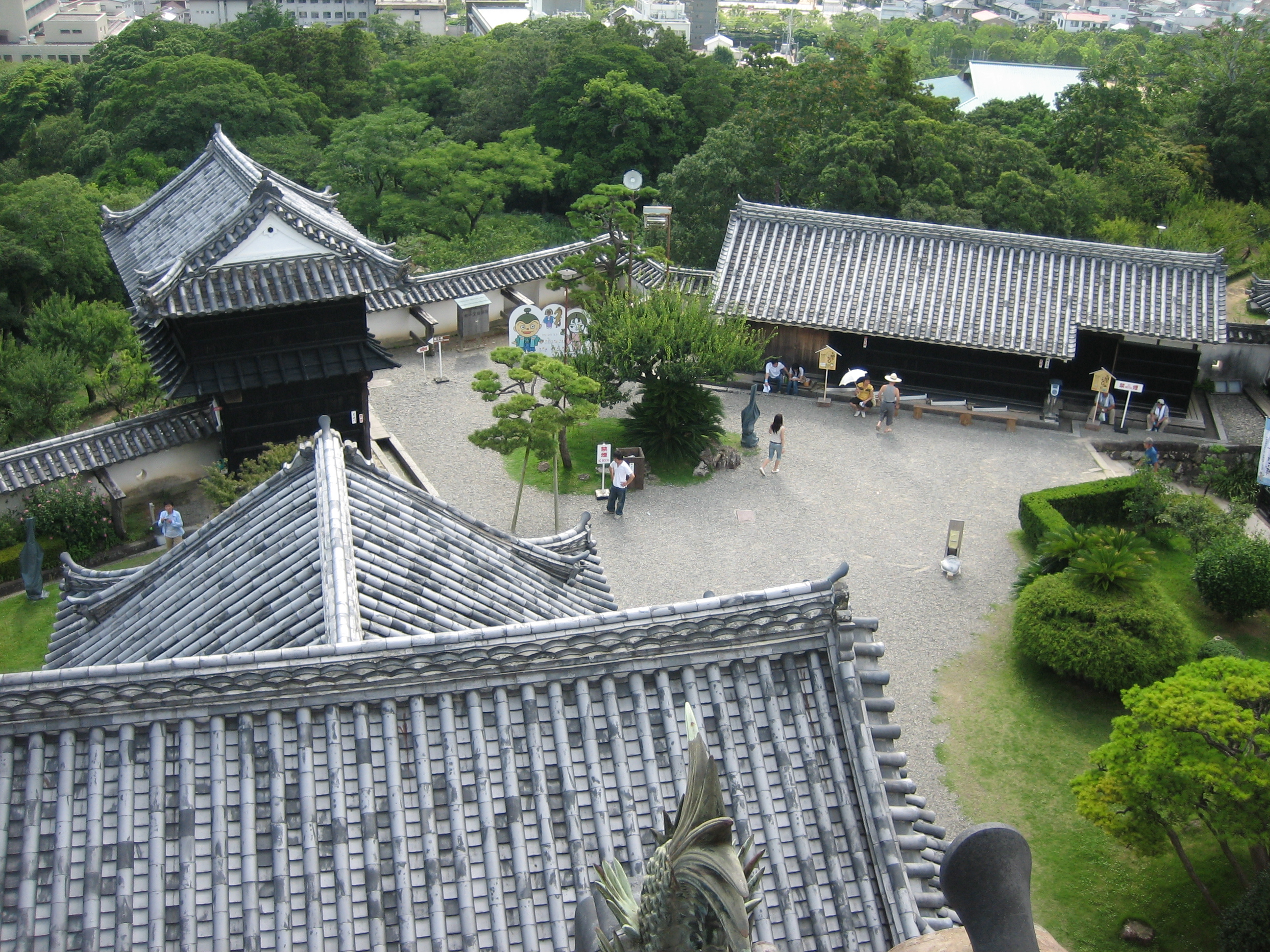
Cour intérieure vue du donjon.